# رادیو فرهنگ آلمان

لوگو رادیو فرهنگ آلمان

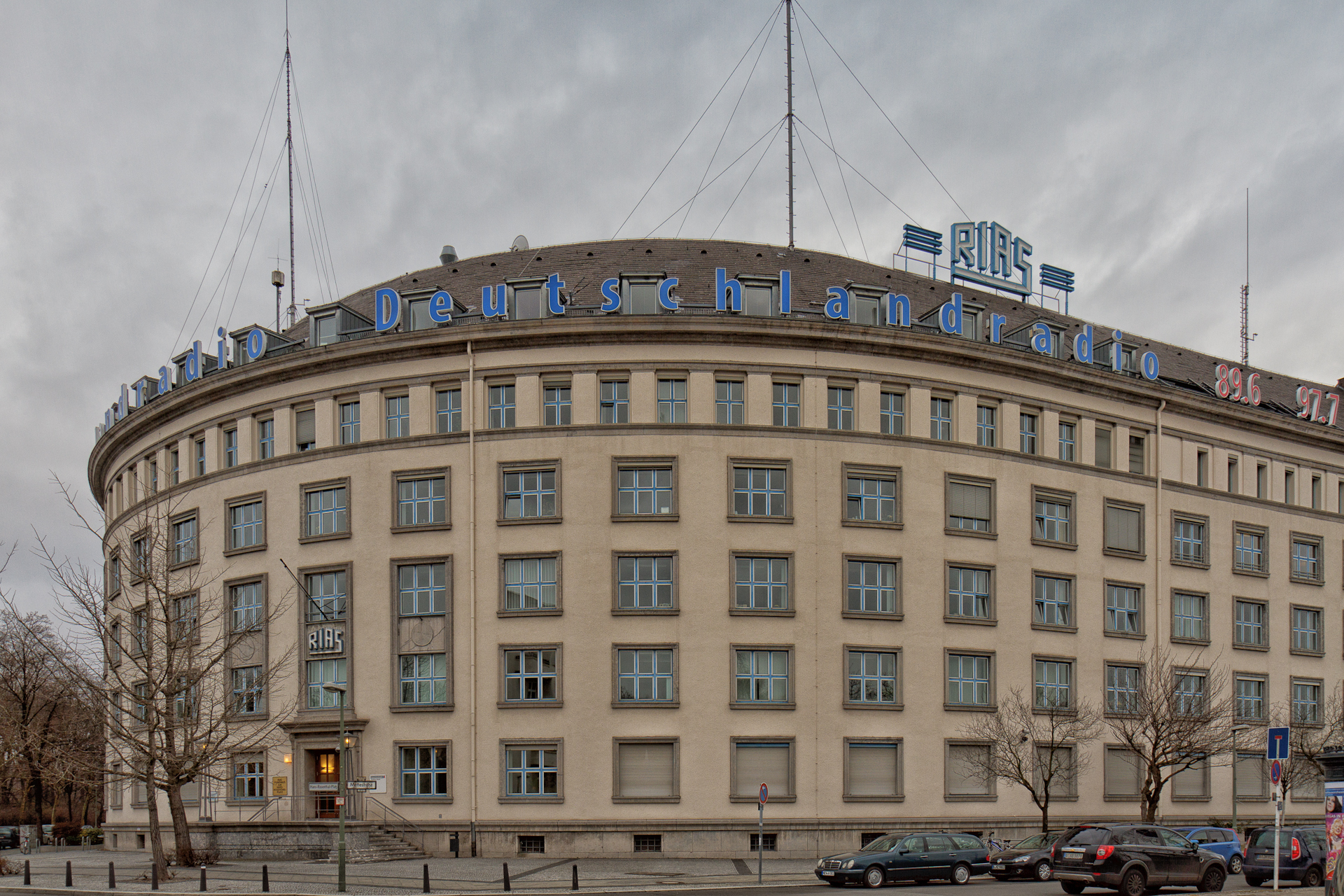
ساختمان مرکزی رادیو فرهنگ، برلین

رادیو فرهنگ آلمان (به آلمانی: Deutschlandradio Kultur) یک ایستگاه رادیویی فرهنگی است و بخشی از سرویس رادیو ملی آلمان به شمار می‌رود. این رادیو از سال ۱۹۹۴ تا مارس ۲۰۰۵ با عنوان «Deutschlandradio Kultur برلین» فعالیت می‌کرد.
این ایستگاه رادیویی از تجهیزات قبلی ایستگاه رادیویی بخش آمریکایی برلین RIAS واقع در منطقه شونبرگ در برلین غربی استفاده می‌کند.

## تاریخچه
رادیو فرهنگ آلمان برای اولین بار پس از جنگ جهانی دوم و در سال ۱۹۶۲ راه‌اندازی شد. پس از جنگ جهانی دوم «فرستنده آلمان» به عنوان رادیو ملی آلمان شرقی درآمد و هدفش پوشش برنامه برای سراسر آلمان بود. در دهه ۱۹۷۰ با رادیو اصلی آلمان یعنی صدای آلمان شرقی ادغام شد. این ادغام تا سال ۱۹۹۰ ادامه داشت و در ماه مه ۱۹۹۰ با رادیوی دوم آلمان شرقی ادغام شد و سپس مجدداً فرستنده فرهنگ نام‌گذاری شد.
پس از سقوط دیوار برلین و اتحاد دو آلمان و در سال ۱۹۹۴ مسوولان آلمان تصمیم به ساماندهی مجدد خدمات رادیو آلمان شرقی و آلمان غربی گرفتند.
فرستنده غربی که در کلن مستقر بود، همچنین رادیو بخش آمریکایی برلین با فرستنده آلمان ادغام شده و رادیو آلمان را تشکیل دادند.
در ساختار جدید، صدای آلمان به رادیو ملی آلمان تبدیل شد و فرستنده آلمان نیز رادیو آلمان برلین نام گرفت. اما در مارس ۲۰۰۵ مجدداً تغییراتی در ساختار این رادیو صورت گرفت و این رادیو، رادیو فرهنگ آلمان نام گرفت.

## برنامه‌ها
رادیو فرهنگ آلمان همه روزه برنامه‌هایی همچون نمایش‌هایی رادیویی و مستند را در برنامه خود دارد. این ایستگاه همچنین پوشش‌هایی از هنر، فرهنگ و علوم را در برنامه خود دارد. این رادیو بدون تبلیغات بازرگانی پخش می‌شود و بودجه آن از محل مالیات و حق اشتراک مردم تأمین می‌شود.

## انتقال تکنولوژی
رادیو فرهنگ آلمان هم‌اکنون به موج اف ام منتقل شده و همچنین از DAB و DVB-S نیست قابل دسترس است. این رادیو همچنین با طول موج بلند بر فرکانس ۱۷۷ کیلوهرتز نیز از شهر ارانینبرگ پخش می‌شود.